# Джовани Бозан (бронепалубен крайцер, 1883)
Джовани Бозан (на италиански: Giovanni Bausan) е бронепалубен крайцер на Кралските военноморски сили на Италия от края на 19 век. Първият бронепалубен крайцер на флота. Построен е в единствен екземпляр. В италианския флот е класифициран като „таранно-торпеден кораб“ (на италиански: Ariete-torpediniere).

## Проектиране и постройка
„Джовани Бозан“ е проектиран от главния конструктор на британската фирма Sir W.G. Armstrong & Company Джордж Уайтвик Рендел. В основата на проекта е знаменитият крайцер „Есмералда“, конструиран от Рендел и построен от „Армстронг“ за флота на Чили. Командването на италианския флот, със своя стремеж да възроди ВМС, и същевременно много ограничено, както във финансово, така и в технологическо отношение, смята този крайцер по критерии стойност/бойна мощ за много привлекателен.